# Nic Felgen
Nicolas „Nic” Felgen (ur. 12 września 1920 w Niederkorn, zm. 21 kwietnia 1972 w Rodange) – luksemburski zapaśnik walczący w stylu klasycznym. Olimpijczyk z Londynu 1948, gdzie zajął ósme miejsce w kategorii do 73 kg.

## Letnie Igrzyska Olimpijskie 1948
| Konkurencja          | Rundy eliminacyjne    | Rundy eliminacyjne        | Rundy eliminacyjne    | Klas. końcowa |
| Konkurencja          | Przeciwnik I          | Przeciwnik II             | Przeciwnik III        | Miejsce       |
| -------------------- | --------------------- | ------------------------- | --------------------- | ------------- |
| 73 kg styl klasyczny | René Chesneau (FRA) P | Robert Diggelmann (SUI) Z | Josef Schmidt (AUT) P | 8.            |